# Autorité de contrôle prudentiel et de résolution

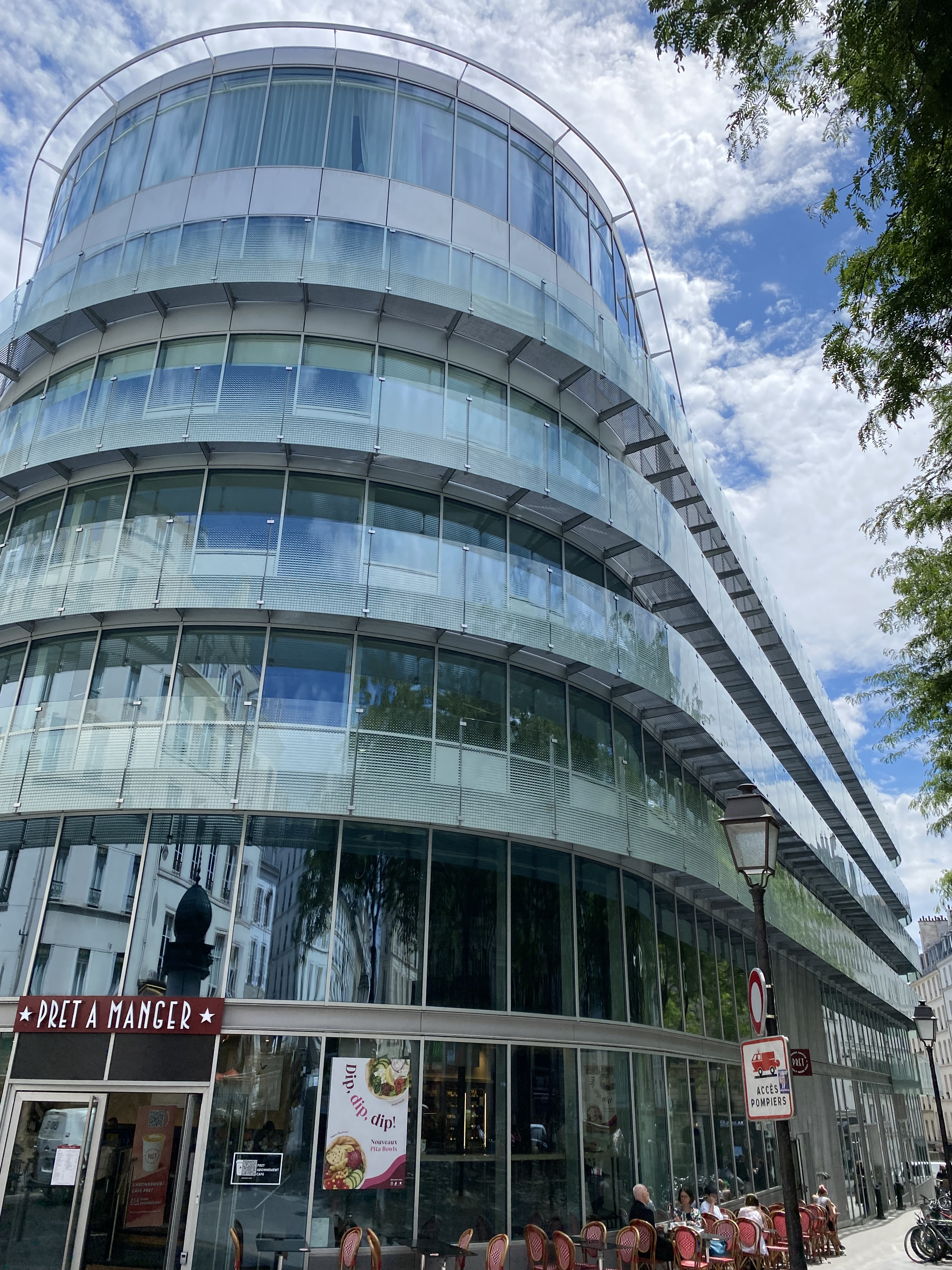
Behördensitz am Place Budapest in Paris (Juni 2022)

Die Autorité de contrôle prudentiel et de résolution, oftmals als ACPR abgekürzt, beaufsichtigt und kontrolliert als Finanzmarktaufsichtsbehörde im Rahmen der Finanzaufsicht alle Bereiche des Finanzwesens in Frankreich. Die Behörde hat ihren Sitz in Paris.

## Geschichte und Hintergrund
Die Aufsichtsbehörde wurde in Folge eines Reformvorhabens unter Premierminister François Fillon gegründet, als die einzelnen Aufsichtsbehörden Commission bancaire für das Bankwesen, Autorité de contrôle des assurances et des mutuelles bzw. Comité des entreprises d'assurance für den Versicherungssektor und Comité des établissements de crédit et des entreprises d'investissement für den Wertpapierhandel zusammengelegt wurden. Nach Verkündung des Gesetzes im Januar 2010 nahm die fusionierte Behörde unter dem Namen Autorité de contrôle prudentiel im November des Jahres ihre Arbeit auf. 2013 wurden die Aufgaben präzisiert, die Behörde erhielt in der Folge ihren heutigen Namen.
Gemäß Code monétaire et financier ist die ACPR bei der Wahrnehmung ihrer Aufgaben unabhängig. Sie ist operativ der Banque de France unterstellt, die ihr die für ihren Betrieb erforderlichen Ressourcen wie zum Beispiel Personal und Informationstechnologie zur Verfügung stellt. Die Behörde ist dabei insbesondere für Überwachung der Einhaltung der jeweiligen gesetzlichen und regulatorischen Regelungen und Anforderungen für Banken, Versicherer, Pensionskassen bzw. -fonds und Investmentgesellschaften zuständig. Zudem werden in diesem Zusammenhang auch relevante Fragestellungen bezüglich Verbraucherschutz adressiert.
Als nationale Aufsichtsbehörde ist die ACPR zudem Mitglied der jeweiligen europäischen Einrichtungen, namentlich der Europäischen Bankenaufsichtsbehörde, der Europäischen Aufsichtsbehörde für das Versicherungswesen und die betriebliche Altersversorgung und der Europäischen Wertpapier- und Marktaufsichtsbehörde.